# Here Comes the Night
Here Comes the Night är en låt skriven av Bert Berns, främst känd i den nordirländska rockgruppen Thems hitversion från 1965. Låten lanserades dock av Lulu i november 1964, men hennes version orkade bara upp till plats 50 på brittiska singellistan. På denna inspelning medverkade Jimmy Page på gitarr.
Them spelade in sin version av låten under samma session som de spelade in sin kända cover av blueslåten "Baby, Please Don't Go" i oktober 1964. "Here Comes the Night" var tänkt som uppföljarsingel, men efter att Lulus version givits ut sköts singelsläppet upp till mars 1965. Låten som var gruppens tredje singel blev en av deras största hitlåtar, med en andraplacering på singellistan i Storbritannien. Den blev även populär i Irland, Kanada och Sverige, samt en ganska stor hit i USA. 
Låten spelades in av David Bowie till albumet Pin Ups 1973. En liveversion av Van Morrison som soloartist finns med på albumet It's Too Late to Stop Now från 1974.

## Listplaceringar
| Lista (1965)   | Position         |
| -------------- | ---------------- |
| Irland         | 2                |
| Kanada         | 8                |
| Storbritannien | 2                |
| Sverige        | 3 (Kvällstoppen) |
| Sverige        | 1 (Tio i topp)   |
| USA            | 24               |